# کیرشدورف آن در کرمس
کیرشدروف آن در کرمس (به آلمانی: Kirchdorf an der Krems) یک شهر از ایالت اوبراسترایش بر روی رودخانه کرمس در اتریش است که در ناحیه کیرشدروف آن در کرمس واقع شده‌است.

## خصوصیات
کیرشدروف آن در کرمس ۲٫۸ کیلومترمربع مساحت دارد  ۴۵۰ متر بالاتر از سطح دریا واقع شده‌است.

## خواهرخوانده
شهر زویبرسدورف (به آلمانی: Seubersdorf) واقع شده در آلمان، خواهرخوانده کیرشدروف آن در کرمس هست.